# Margarops fuscatus
A Margarops fuscatus a madarak osztályának a verébalakúak (Passeriformes) rendjéhez és a gezerigófélék (Mimidae) családjához tartozó Margarops nem egyetlen faja.

## Rendszerezése
A fajt Louis Pierre Vieillot francia ornitológus írta le 1808-ban, a Turdus nembe Turdus fuscatus néven.

## Alfajai
- Margarops fuscatus fuscatus (Vieillot, 1808) - a Bahama-szigetek, a Turks- és Caicos-szigetek, az Amerikai Virgin-szigetek, a Brit Virgin-szigetek, Anguilla, Saba, Sint Eustatius, Saint-Barthélemy, Saint Kitts és Nevis, Saint Lucia, Saint-Martin, Antigua és Barbuda és Montserrat
- Margarops fuscatus densirostris (Vieillot, 1818) - Guadeloupe, a Dominikai Közösség és Martinique
- Margarops fuscatus klinikowskii (Garrido & Remsen, 1996) - Saint Lucia és Saint Vincent és a Grenadine-szigetek
- Margarops fuscatus bonairensis (Phelps & W. H. Phelps Jr, 1948) -  Bonaire [2]

## Előfordulása
Anguilla, Antigua és Barbuda, a Bahama-szigetek, Barbados, Bonaire, Sint Eustatius,
Saba, a Dominikai Közösség, a Dominikai Köztársaság, Guadeloupe, Jamaica, Martinique, Montserrat, Puerto Rico, Sint Maarten, Saint-Barthélemy, Saint Kitts és Nevis, Saint Lucia, Saint-Martin, a Saint Vincent és a Grenadine-szigetek, a Turks- és Caicos-szigetek, Venezuela, az Amerikai Virgin-szigetek és a Brit Virgin-szigetek területén honos.
Természetes élőhelyei a szubtrópusi vagy trópusi síkvidéki esőerdők, lombhullató erdők, mangroveerdők és cserjések, valamint szántóföldek, másodlagos erdők és városi régiók. Állandó, nem vonuló faj.

## Megjelenése
Testhossza 30 centiméter, testtömege 95-100 gramm.
|  |

## Életmódja
Mindenevő, ízeltlábúakkal, gyümölcsökkel és bogyókkal táplálkozik, de kisebb gerinceseket is fogyaszt.

## Természetvédelmi helyzete
Az elterjedési területe nagy, egyedszáma pedig stabil. A Természetvédelmi Világszövetség Vörös listáján nem fenyegetett fajként szerepel.